# Бенні Йолінк
Бенні Йо́лінк (нід. Bennie Jolink, * 6 вересня 1946, Хумель)— нідерландський музикант,  лідер та вокаліст рок-гурту Normaal, поет та композитор. Сьогодні Йолінк є популярним музикантом серед нідерландців та особливо нідерландської молоді.

## Біографія
Бенні Йолінк народився у селі Хумель у провінції Гелдерланд. Після закінчення середньої школи вчився у академії мистецтв. Через декілька років він співав на концертах, весіллях та клубах. Коли Йолінк мав 27 років, разом зі своїм другом Яном Маншотом заснував музичний гурт який було названо «Normaal». Потім до них приєдналися гітарист Ферді Йолі та бас-гітарист Віллем ван Діне. 
У 1975 році Йолінк вперше виконав пісню на ахтерхукському діалекті. Після виступу музиканти домовилися, що завжди будуть співати на рідній говірці. Після виступу зі своєю піснею «Oerend Hard» у 1975 році, Бенні Йолінк разом з іншими музикантами з гурту став відомим у всіх Нідерландах.
Сьогодні Йолінк живе разом зі своєю дружиною на фермі у рідному селі Хумель.
У 2006 році Бенні Йолінк поїхав до Афганістану аби зустрітися з голландськими вояками.  
У серпні 2012 року Йолінк написав картину, на якій зобразив політика Герта Вілдерса разом із терористом Андерсом Брайвіком та Адольфом Гітлером. Вілдерс відреагував на це, назвавши картину «огидною».